# Orchid
Orchid je debitantski studijski album švedskog progresivnog metal sastava Opeth, koji je u Europi 15. svibnja 1995. objavila diskografska kuća Candlelight Records, a 24. lipnja 1997. u SAD-u Century Black. Ponovno je objavljen 2000., tad uz bonus skladbu "Into the Frost of Winter", ranu probnu snimku grupe. Snimanje albuma odvijalo se u starom studiju Unisound u Finspångu, a produkcijom je rukovodila skupina s Danom Swanöm. Skupina nije snimila demo-uradak da bi potpisala ugovor s diskografskom kućom. Leeju Barrettu, osnivaču Candlelight Recordsa, svidjela se snimka Opethove probe pa je odlučio potpisati ugovor sa sastavom. Album je dobio pohvale kritičara.

## Pozadina
Opeth je 1989. u Stockholmu, Švedskoj osnovao David Isberg. U skupinu je pozvao Mikaela Åkerfeldta (iz tada nedavno raspuštenog sastava Eruption). Ostali članovi grupe usprotivili su se tome i napustili je, tako da su u njoj ostali samo Isberg i Åkerfeldt. Anders Nordin, Nick Döring i Andreas Dimeo pridružili su joj se kao zamjenski članovi. Održavali su probe u osnovnoj školi koristeći se starom opremom iz 1960-ih koju su ondje pronašli. Sastav je održao koncert u veljači 1991. u Stockholmu s Therionom, Excruciateom i Authoriseom. Samo su dvije skladbe bile odsvirane na nastupu. Åkerfeldt je o nastupu komentirao: "Pretpostavljam da je to bio najgori nastup koji se može doživjeti. Bili smo toliko nervozni da smo svi htjeli otkazati jebeni nastup i samo se vratiti kući."
Sastav je održao drugi nastup u Göteborgu. Döring i Dimeo napustili su grupu nakon prvog nastupa, zbog čega je Opeth kontaktirao s Kimom Petterssonom i Johanom DeFarfallom, dvama članovima skupine Crimson Cat, i zamolio ih da mu se pridruži na koncertu. Ostali izvođači koji su svirali na koncertu bili su At the Gates, Therion, Desecrator, Megaslaughter i Sarcazm. Nakon nastupa De Farfalla je napustio grupu kako bi se posvetio djevojci. Zamijenio ga je Åkerfeldtov prijatelj Peter Lindgren, koji je svirao u šaljivoj grupi Sylt i krysset. Prihvatio je svirati bas-gitaru u Opethu jer se želio baviti nečim ozbiljnijim. Pettersson je kasnije napustio skupinu, a Lindgren se prebacio na gitaru. Isberg je izišao iz sastava 1992. zbog kreativnih razlika. Åkerfeldt je postao novi pjevač. Odmah je počeo skladati nove pjesme s Lindgrenom. Vježbali su kao tročlana grupa više od godine dana. Stefan Guteklint pridružio se na bas-gitari, ali je otišao ubrzo nakon što je skupina 1994. potpisala svoj prvi ugovor za snimanje albuma s Candlelight Recordsom 1994.
Opeth je potpisao ugovor s Candlelightom bez demo-uratka. Za njega je odlazak u studio kako bi snimio demo bio jednako velik korak poput snimanja albuma. Åkerfeldt je objasnio: "Nismo imali dovoljno novca da bismo ga trošili na takve stvari. To bi nas koštalo barem par stotina dolara ... Nismo znali gdje da snimimo demo." Åkerfeldt je nekolicini izdavača poslao snimke proba na kazeti, ali nikad nije dobio odgovor. Međutim, Lee Barrett ponudio je skupini da snimi album. Åkerfeldtu je to bilo "vrlo čudno". Anders Nyström (iz sastava Katatonia) izjavio je da je Candlelight počela zanimati skupina zbog Samothove glasine (člana grupe Emperor); Samoth je poslao kazetu sa skupinama koje nisu imale ugovor Barrettu u Candlelightu, među kojima je bio i Opeth. Sadržavala je samo par sekundi skladbe "The Apostle in Triumph", no Barrettu se to toliko svidjelo da je želio potpisati ugovor sa sastavom. Kasnije je Barrett nazvao Åkerfeldta i rekao mu da želi objaviti Opethov studijski album.

## Snimanje i produkcija
Orchid je snimljen u ožujku 1994. u Finspångu, gdje se nalazio stari studio Unisound. Opeth se preselio iz Stockholma u Finspång, gdje je Dan Swanö unajmio apartman za njegove članove. Studio se nalazio u podrumu male kuće smještene nasred polja. Album su producirali i miksali Swanö i sastav, a inženjer zvuka bio je Swanö. Tijekom snimanja grupa je zamolila Johana De Farfallu da svira bas-gitaru u studiju. Na koncu je postao punopravni član.
Usprkos tjeskobi članova skupine snimanje je prošlo glatko. "Bili smo tako spremni prije nego što smo ušli u studio, do tad smo vježbali šest ili sedam puta tjedno, čak smo vježbali i u potpunoj tami da bismo savršeno mogli odsvirati pjesme bez gledanja", Åkerfeldt se prisjetio 2009. u intervjuu s časopisom Kerrang! Međutim, sastav je zažalio što nije imao dovoljno vremena za snimanje akustične skladbe "Requiem". Pjesma je prvo bila snimljena u Unisoundu, ali grupa nije bila zadovoljna rezultatom. "Requiem" je naknadno snimljen u stokholmskom studiju s Pontusom Norgrenom, koji je bio njezin koproducent. Zbog greške tijekom masteriranja Orchida završetak "Requiema" postavljen je na početak skladbe "The Apostle in Triumph". Skupina je izrazila žaljenje zbog toga i izjavila da to nije bila njezina greška.

## Glazbeni stil i teme tekstova

### Glazba
Glazba na Orchidu spaja elemente nadahnute progresivnim rockom i akustične dionice tradicionalne glazbe s vriskovima black metala i growlovima death metala, ali i čistim vokalima. Također sadrži utjecaje jazza i melodične dionice svirane na glasoviru i akustičnim gitarama. Opeth je zvučao dosta drugačije od ondašnjih black odnosno death metal sastava; bez obzira na to, Orchid je uradak na kojem se grupa najviše približila black metalu. Kritičari su opisali zvuk albuma "jedinstvenim". Jim Raggi napisao je: "Ako želite više deathast Opeth usmjereniji na skladanje pjesama, preskočite na My Arms, Your Hearse i otamo nastavite dalje. Ako tražite jedinstveno putovanje glazbom izgrađenom na harmonijama dviju gitara koje prelaze u dionice kad i dvije gitare i bas-gitara sviraju različite stvari, povremenim stop-start prijelazima i nježnim svestranim [skladbama], počnite ovdje." Matt Smith izjavio je: "Na Orchidu je skupina predstavila svoj spoj složene, spore akustične gitare, klavirskih dionica i ljuljajućih, keltskih, distorziranih ritmova."
Većina pjesama na albumu traje dulje od devet minuta, ali prisutne su dvije kraće instrumentalne skladbe: "Silhouette" i "Requiem". Prva je pjesma snimljena tek nekoliko sati prije nego što je sastav napustio studio i kraći je klaviristički interludij. Skupinu je impresioniralo što je Anders Nordin vrlo dobro svirao glasovir. Lindgren je komentirao: "Sjećam se Danova izraza lica kad smo rekli 'Naš bubnjar može svirati klavir.' Nije nam vjerovao ni riječi. Dan zna svirati klavir. Većina tipova svira vrlo loše. Kad je Anders počeo svirati, Dan je bio vrlo impresioniran." Åkerfeldt je kasnije rekao: "I dalje sam vrlo impresioniran." Druga je instrumentalna skladba prema Lindgrenovim riječima akustično epsko djelo. Åkerfeldt je iz prodavaonice gitara posudio Trameleuc, španjolsku akustičnu gitaru, kako bi mogao odsvirati pjesmu.
Bonus skladba, "Into the Frost of Winter", rana je snimka skupine tijekom probe iz 1992. Sadrži nekoliko dijelova koji su kasnije prerađeni i uvršteni u "Advent", uvodnu skladbu na drugom albumu Morningrise

### Tekstovi
Nakon što su članovi napustili Opeth, Mikael Åkerfeldt i David Isberg počeli su pisati pjesme. Åkerfeldt je o tome komentirao: "Kao što biste mogli znati, tada sam bio manje-više nadahnut okultnim, iako ne ozbiljno. S glazbenog su me gledišta vrlo zanimali uvrnuti, mračni rifovi zlog prizvuka. Tekstovi koje smo pisali ja i David bili su čiste sotonističke mantre!" Prema Åkerfeldtovim riječima "Opeth je trebao biti zao – [sastojati se od] sotonističkih tekstova i zlih rifova. Birao sam note tako da zvuče zlobno." Prve dvije skladbe koje su Åkerfeldt i Isberg napisali bile su "Requiem of Lost Souls" i "Mystique of the Baphomet" (kasnije poimence "Mark of the Damned" i "Forest of October"). Kad je Isberg napustio sastav, Åkerfeldt i Peter Lindgren "doista su smatrali da su pronašli vrlo jedinstven način sviranja. Tad nije bilo gotovo niti jedne grupe [sic] koja se koristila tolikim harmonijama kao oni." "Forest of October" je prema Lindgrenovim riječima "najbolja pjesma na albumu". Åkerfeldt je komentirao da se ne sjeća o čemu govori i da se jedino sjeća da je pisao tekst tako da zvuči poput glazbe.
Åkerfeldt je izjavio da se "The Twilight Is My Robe" ranije zvao "Oath" i da je "sotonistička pjesma. Poput ode Sotoni." Također je komentirao da je jedan dio pjesme "čisti plagijat" Scorpionsove "Fly to the Rainbow". Prema Lindgrenu najviše zla skladba na albumu bila je "Under the Weeping Moon", a njezin je tekst Åkerfeldt opisao "nekom vrstom sotonističkog obožavanja mjeseca. Ne radi se zapravo ni o čemu", a na kasnijem je koncertnom albumu The Roundhouse Tapes komentirao da je tekst pjesme "potpuna black metal bedastoća". Usput je pohvalio melodiju skladbe "The Apostle in Triumph" i izjavio da je tekstualno "spoj prirode i sotonističkog štovanja". Najdulja skladba na albumu, "In Mist She Was Standing", dovršena je posljednja. Govori o noćnoj mori i nadahnuta je filmom Dama u crnome.

## Naslovnica i omot albuma

### Naslovnica
Nakon završetka snimanja skupina je odmah počela raditi na naslovnici. Åkerfeldt je neko vrijeme kontaktirao s fotografom Torbjornom Ekebackeom i saznao da je Ekebacke izrađivao i grafičke omote. Zamolio ga je da izradi omot za Orchid. Opeth je naručio orhideju prikazanu na naslovnici iz Nizozemske. Na prvoj inačici albuma Opethov logotip nije bio prikazan na naslovnici. Fotografije na stražnjoj strani albuma izrađene su u Sörskogenu. Åkerfeldt je izjavio: "Doista smo imali sreće jer je suton te večeri vjerojatno bio najljepši koji sam ikad vidio. Načinili smo nekoliko dobrih fotografija tog dana, ali te sa siluetama bile su najbolje."

### Omot albuma
Uz poteškoće s masteriranjem skladbe "Requiem" sastav se suočio s još jednim problemom: stranice s tekstovima pjesama kosile su se s Opethovim uputama. Raspored boja bio je obrnut i sam je CD bio plave boje, a ne crne. Grupa je izrazila žaljenje zbog toga, ali obožavateljima se raspored boja svidio. Nakon što je dovršila omot, skupina je poslala album u Englesku.

## Popis pjesama
Tekstovi: Mikael Åkerfeldt, glazba: Mikael Åkerfeldt i Peter Lindgren, osim na skladbi "Silhouette", koju je skladao Anders Nordin.
| 1.    | »In Mist She Was Standing«  | 14:06 |
| 2.    | »Under the Weeping Moon«    | 9:50  |
| 3.    | »Silhouette« (instrumental) | 3:05  |
| 4.    | »Forest of October«         | 13:02 |
| 5.    | »The Twilight Is My Robe«   | 10:59 |
| 6.    | »Requiem« (instrumental)    | 1:08  |
| 7.    | »The Apostle in Triumph«    | 13:01 |
| 65:11 |                             |       |

| Bonus skladba s reizdane inačice Century Blacka | Bonus skladba s reizdane inačice Century Blacka | Bonus skladba s reizdane inačice Century Blacka | Bonus skladba s reizdane inačice Century Blacka | Bonus skladba s reizdane inačice Century Blacka | Bonus skladba s reizdane inačice Century Blacka | Bonus skladba s reizdane inačice Century Blacka | Bonus skladba s reizdane inačice Century Blacka | Bonus skladba s reizdane inačice Century Blacka | Bonus skladba s reizdane inačice Century Blacka |
| Br.                                             | Skladba                                         | Trajanje                                        |                                                 |                                                 |                                                 |                                                 |                                                 |                                                 |                                                 |
| ----------------------------------------------- | ----------------------------------------------- | ----------------------------------------------- | ----------------------------------------------- | ----------------------------------------------- | ----------------------------------------------- | ----------------------------------------------- | ----------------------------------------------- | ----------------------------------------------- | ----------------------------------------------- |
| 8.                                              | »Into the Frost of Winter«                      | 6:20                                            |                                                 |                                                 |                                                 |                                                 |                                                 |                                                 |                                                 |
| 71:31                                           |                                                 |                                                 |                                                 |                                                 |                                                 |                                                 |                                                 |                                                 |                                                 |

## Recenzije
Album je dobio uglavnom pozitivne kritike. Recenzent Matt Smith iz Maelstroma izjavio je da je jedan od najboljih Opethovih albuma i da je "dobar uvod u iduće albume". Međutim, prema Åkerfeldtovim riječima, prije objave Orchida:
John Serba iz AllMusica izjavio je da je Orchid "vrlo odvažan uradak, strahovito epsko prog/death čudovište koje podjednako odiše ljepotom i brutalnošću – to je tako odličan album, tako introspektivno uobražen da je, u retrospekciji, Opethova buduća veličina davno predviđena". John Chedsey iz Satan Stole My Teddybeara izjavio je da je "jedan od zapanjujućih i razorno snažnih debitantskih uradaka bilo koje metal skupine bilo kojeg žanra." Jim Raggi iz Lamentations of the Flame Princessa napisao je: "Mikael Åkerfeldt, vjerojatno najprepoznatljiviji glas u cijelom ekstremnom metalu, nimalo se ne ustručava na svojem debitantskom uratku. Ne mogu nabrojiti mnogo pjevača iz 1994. (kad je album bio snimljen) koji su se slobodno služili i čistim i grubim vokalima. Zasigurno neću otići tako daleko da ga nazovem prvim koji je to učinio (barem ga je tu potukao Dan Swanö!), ali prije toliko je godina Åkerfeldt postavio standarde za pjevanje u ekstremnoj progresivnoj glazbi". Dodao je: "Činjenica jest da je taj album revolucionarna prekretnica u heavy metalu za progresivne elemente koji se ubacuju u metalniju glazbu i ekstremne vokale" i da je zvuk albuma "potpuno jedinstven". Chris Dick iz časopisa Decibel izjavio je u Precious Metal: Decibel Presents the Stories Behind 25 Extreme Metal Masterpiecesu:
Međutim, nisu svi kritičari pozitivno reagirali. Francuski časopis Metallian izjavio je da je album "dosadan i jednoličan" i dodijelio mu je jedan bod od deset. Johan De Farfalla komentirao je: "Na death metal sceni mislili su 'Opa! Ovo je guba!'. A obrazovani glazbenici koje sam poznavao rekli su 'Ovo je sranje. Zvuk je loš. Trebali bi to ponovno snimiti.' Ali mislim da se doista svidio ljudima, samo je zvuk bio iznimka."

## Zasluge
| Opeth - Mikael Åkerfeldt – vokali, gitara - Johan De Farfalla – prateći vokali, bas-gitara - Peter Lindgren – gitara - Anders Nordin – bubnjevi, udaraljke, klavijature | Ostalo osoblje - Dan Swanö – produkcija, inženjer zvuka, miksanje - Pontus Norgren – koproducent (na skladbi "Requiem") - Torbjörn Ekebacke – ilustracije, naslovnica - Peter In de Betou – mastering |

## Objava
Objava Orchida bila je odgođena, pa je, nestrpljiv za sviranjem skladbi, Opeth održao nekoliko nastupa kad ga je Lee Barrett iz Candlelight Recordsa doveo u Ujedinjeno Kraljevstvo. Jedan se nastup održao u Astoriji, a na koncertu nastupili su i Impaled Nazarene, Ved Buens Ende i Hecate Enthroned.
Godinu dana nakon snimanja Orchid je 15. svibnja 1995. u Europi na CD-u objavio Candlelight Records, dok ga je na kazeti objavio Mystic Production. U SAD-u ga je 24. lipnja 1997. objavio Century Black. Ponovno ga je 2000. s bonus skladbom "Into the Frost of Winter" u Europi objavio Candlelight, a u SAD-u Century Media. Iste ga je godine u inačici s dvjema gramofonskim pločama objavio Displeased Records; objavljena je u nakladi od 1000 primjeraka. Posebnu je inačicu albuma Candlelight objavio 2003.